# Чехословацькі укріплення
Чехословацькі прикордонні укріплення — система фортифікаційних споруд, побудованих Чехословаччиною між 1935 і 1938 роками на прикордонних територіях і на окремих внутрішніх переходах. Укріплення були побудовані з метою стримування ворожих сусідніх держав – Німеччини, Угорщини, Австрії та Польщі. Укріплення складалися з легких і важких фортифікаційних об'єктів та артилерійських фортів.
Після підписання Мюнхенської угоди переважна більшість збудованих об'єктів опинилася на окупованій території.

## Передумови будівництва
У 1933 році, коли канцлером сусідньої Німеччини став Адольф Гітлер, з'явилась потреба в убезпеченні державного кордону. Чехословацький генералітет мав вирішити, яку концепцію національної оборони обрати. Існувало два варіанти захисту республіки. Перший варіант полягав у створенні моторизованої та модернізованої армії, яку можна було б передислокувати в район ведення бойових дій в разі потреби. Другий варіант полягав у будівництві постійних фортифікаційних укріплень, які б простягалися вздовж усього кордону, що перебував під загрозою. На користь цього варіанту свідчила велика кількість будівельних компаній, хороша ресурсна база, а також рельєф західної частини країни, яка, окрім прикордонних гір, не утворювала жодних природних перешкод.
Оборонна стратегія Чехословаччини, таким чином, полягала в утриманні військами лінії укріплень, очікуючи на втручання союзної Франції.

## Історія
Зміна у філософії проєктування була помітна у дотах та більших блокгаузах, подібних до французької лінії Мажино. Початковий план передбачав завершення першого етапу будівництва в 1941–1942 роках, тоді як повна система мала бути завершена до початку 1950-х років.
Будівництво йшло дуже швидко, і до моменту підписання Мюнхенської угоди у вересні 1938 року було збудовано 264 важких блокгаузи (невеликі форти або елементи укріплень) і 10 014 легких дотів, тобто близько 20 відсотків запланованих важких об'єктів і 70 відсотків легких об'єктів. Багато інших об'єктів були близькі до завершення і могли б функціонувати як укриття, незважаючи на відсутність певного важкого озброєння в деяких спорудах.
Після німецької окупації прикордонних районів Чехословаччини німці використовували ці об'єкти для випробування і розробки нової зброї і тактики, планування і відпрацювання штурмів, які згодом були використані проти лінії Мажино і бельгійських фортів, що зрештою призвело до приголомшливого успіху німецьких військ.
Під час Другої світової війни німці зняли з більшості об'єктів багато броньованих частин, таких як куполи, башти та амбразури. Деякі об'єкти стали об'єктами випробовування німецьких снарядів або вибухових речовин і зазнали значних пошкоджень. У післявоєнний період багато броньованих частин, що залишилися, були відправлені на металобрухт через втрату їхньої стратегічної цінності

## Дизайн
Основною філософією проєкту була лінія взаємної оборони, тобто більша частина вогневої потужності була спрямована вбік від ворога, що наближався. Лицьова стіна всіх укріплень, великих і малих, була найтовстішою, вкрита валунами та уламками, а потім знову засипана землею, тому навіть снаряди найбільшого калібру втрачали більшу частину своєї енергії, не долітаючи до бетону. Єдиним фронтальним озброєнням були кулеметні отвори в куполах, призначені для спостереження та нанесення вогневого ураження по піхоті. Будь-які ворожі підрозділи, які спробували б пройти між блокгаузами, були б зупинені мінними загородженнями, кулеметним і гарматним вогнем. Кілька більших блокгаузів, або артилерійських фортів, мали на озброєнні міномети непрямої дії та важкі гармати. За основними спорудами розташовувалися два ряди менших дотів на чотири-сім осіб, які були дзеркальним відображенням своїх більших родичів, з добре захищеним фронтальним і бічним перехресним вогнем, щоб зупинити будь-якого ворога, якому вдасться піднятися на вершину форту або підійти ззаду. Більшість ліній складалися саме з менших дотів.

## Зображення

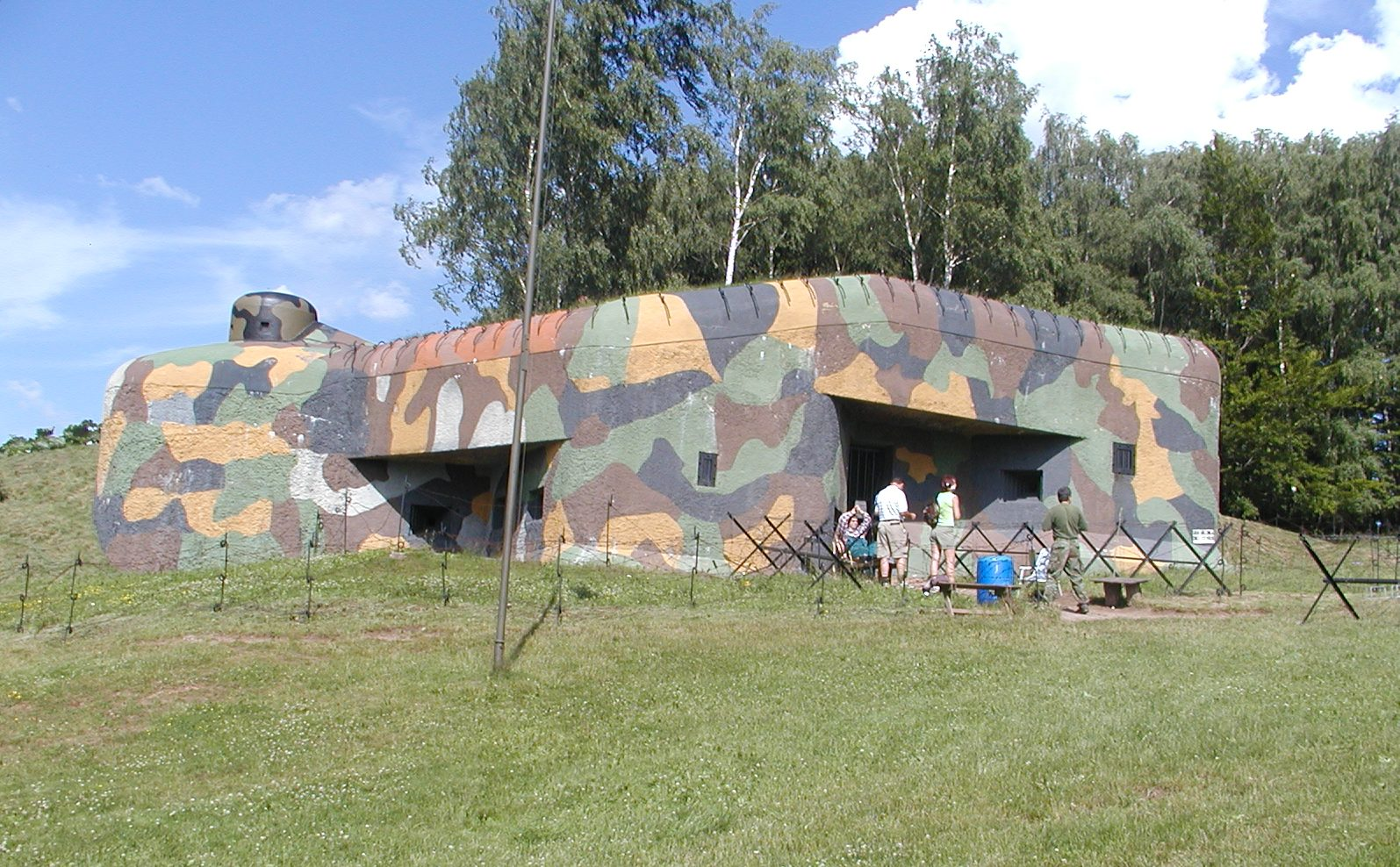
Піхотне укріплення N-S 82 Бржезинка
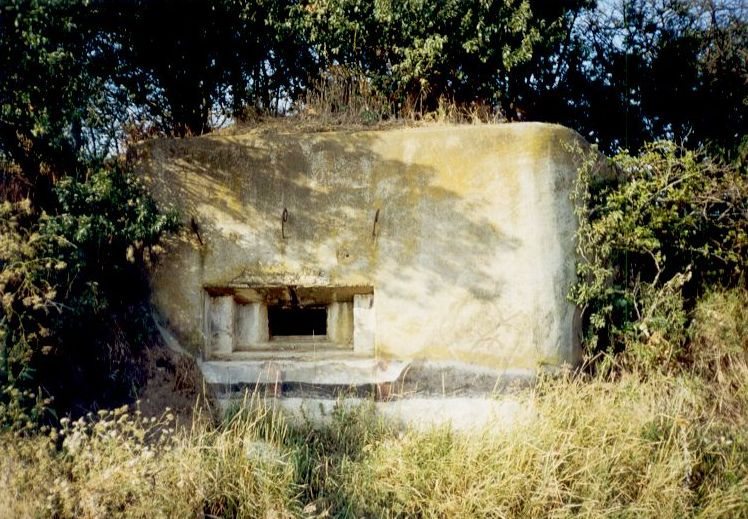
Легкий об'єкт vz. 36 у Південній Моравії
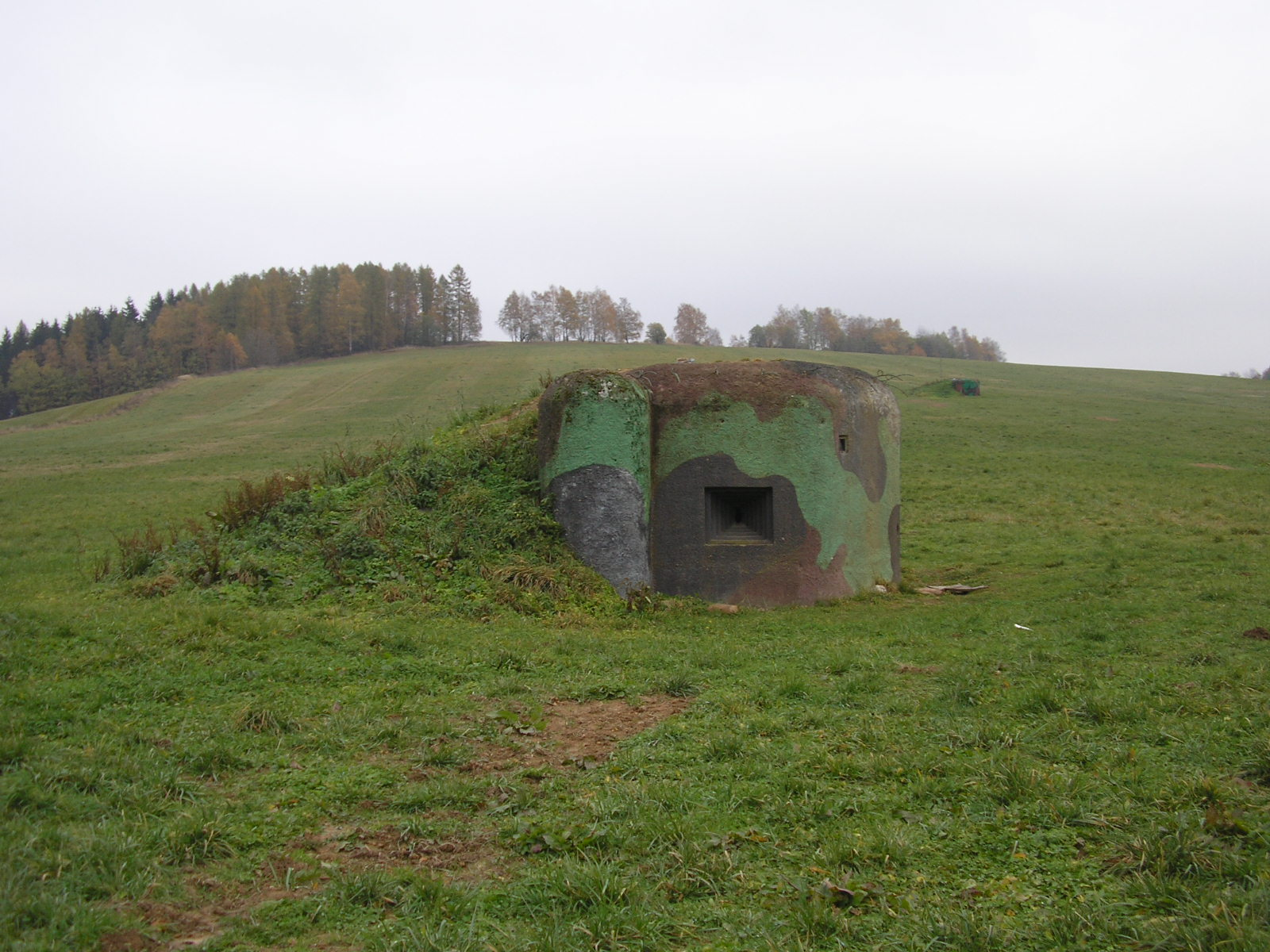
Легкий об'єкт vz. 37 в Богемії
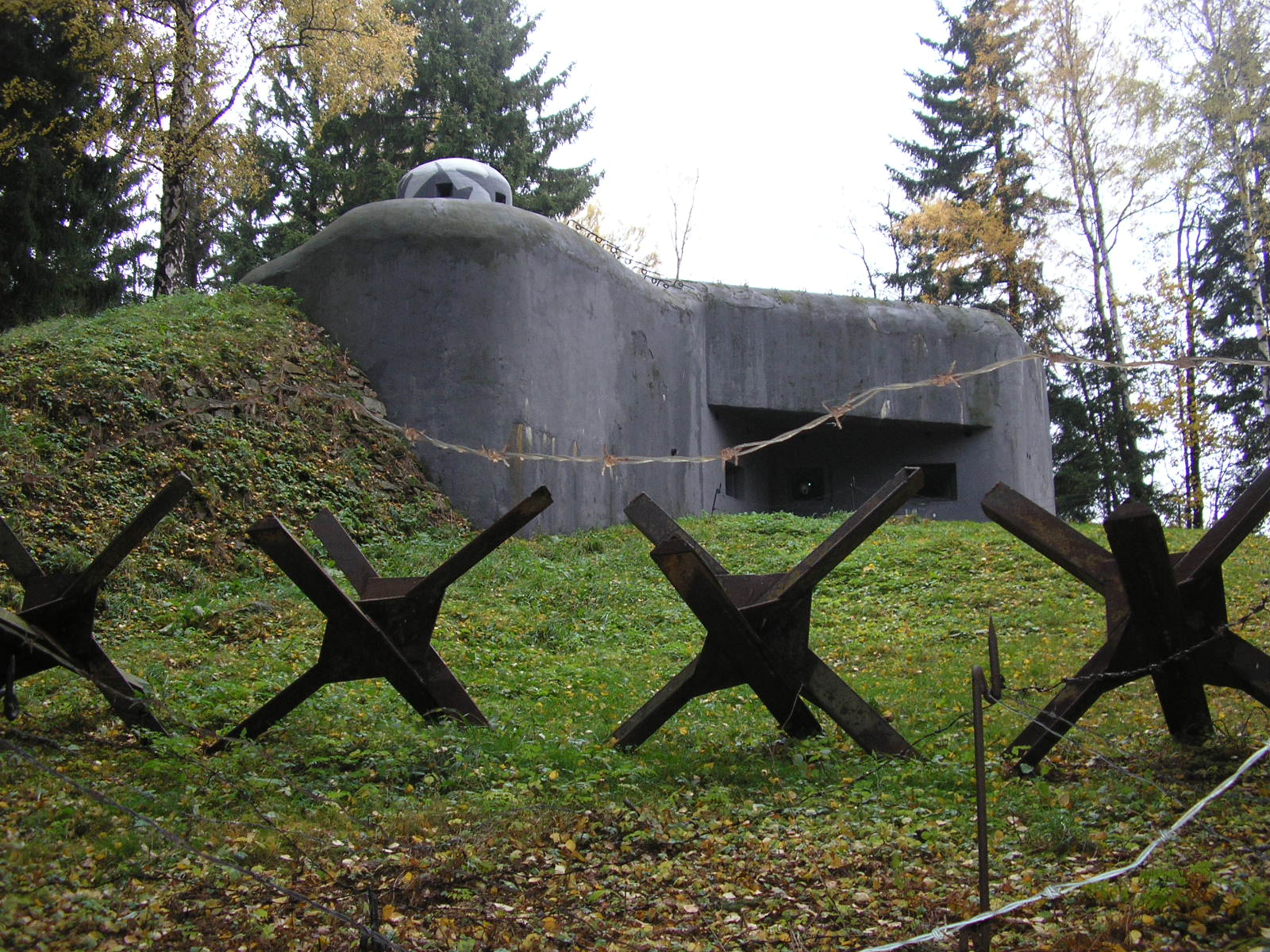
K-S 5